# Hasan Orbay
Hasan Orbay, född 14 augusti 1979, är en turkisk bågskytt. Han deltog vid olympiska sommarspelen 2000 och olympiska sommarspelen 2004.